# Niemals (Roman)
Niemals ist ein Thriller von Andreas Pflüger, der im Jahr 2017 im Suhrkamp Verlag erschienen ist. Es handelt sich um die Fortsetzung von Endgültig und ist damit der zweite Teil der Trilogie um die erblindete Elitepolizistin Jenny Aaron.

## Inhalt
Jenny Aaron erhält ausgerechnet von Ludger Holm, der für ihre Erblindung verantwortlich ist, ein Erbe in Höhe von zwei Milliarden Dollar und einen Hinweis auf den gefährlichsten Mann der Welt: „Der Broker“ leitet weltweit Terroranschläge in die Wege, um anschließend von den durchdrehenden Aktienkursen zu profitieren. Um die Identität des „Brokers“ zu ermitteln und ihn zur Strecke zu bringen, entschließt sich Aaron, zur „Abteilung“, dem Sonderkommando, dem sie auch in Endgültig angehörte, zurückzukehren. Dafür verzichtet sie vorerst auf eine Therapie, die möglicherweise einen Teil ihrer Sehfähigkeit wiederherstellen könnte.
Die Erbschaft von Holm führt Aaron nach Marokko, wo auch der „Broker“ seine Spuren hinterlassen hat. Bald findet Aaron heraus, was er ihr in früheren Jahren angetan hat und ist bereit, alles zu opfern, um ihn zu töten.

## Herstellung
Das Buch wurde von Andreas Pflüger selbst in Zusammenarbeit mit Erik Spiekermann gesetzt und gestaltet. Der Autor rechnet der äußeren Form von Buch und Text einen hohen Stellenwert zu:

„Nur bin ich der Überzeugung, dass die erzählerische Kraft eines Textes nicht allein aus der Sprache erwächst, dem, was ich die 'innere Form' nenne. Nein, sie hängt auch von der 'äußeren Form' ab: der Gestaltung. Rhythmus ist das Zusammenwirken des Äußeren und des Inneren. Nur wenn beides übereinkommt, ist das Werk gelungen. […] Übrigens widerspreche ich dem ansonsten von mir geschätzten Ferdinand de Saussure, der sagte: 'Geschriebene Formen verdunkeln unsere Sicht der Sprache. Sie sind weniger ein Kleidungsstück als eine Verkleidung.' Au contraire: Nur das, was auf dem Papier steht, ist wahr. Beim Schreiben streift der Autor jede Verkleidung ab. Wenn er kein Feigling ist.“

## Hintergrund
Andreas Pflüger erzählt aus der Perspektive einer blinden Ermittlerin, die alle von Nichtsehenden erlernbaren Fähigkeiten in Perfektion beherrscht. Bei seinen Recherchen unterstützte ihn Bernhard Sabel von der Otto-von-Guericke-Universität Magdeburg.
Die Idee zu dieser Figur kam ihm, als er die Autobiographie von Jacques Lusseyran las, der im Alter von acht Jahren erblindete und trotzdem im Zweiten Weltkrieg Kopf einer Résistance-Zelle in Paris wurde.

## Rezeption

### Kritiken
„Für einen Thriller fast schon provokant literarisch … In kleinen Details baut Pflüger eine Welt der visuellen Eindrücke, um sie verschwinden zu lassen und mit ihr die trügerische Sicherheit, die sie vorgaukelt.“

„Selten schlug in einem Hardcore-Thriller so ein feines Herz.“

„Was die Romane von Andreas Pflüger zum Pageturner macht, ist zunächst einmal die Arbeit an den Details. … Im deutschsprachigen Raum auf jeden Fall gibt keinen anderen Krimiautor, der einzelne Sätze, Bilder und Szenen so präzise zurechtschleift … bis sich jener flirrende Authentizitätseffekt einstellt, der die Grundlage für überzeugende literarische 'Action' ist.“

„Niemals ist Spannungsliteratur auf höchstem Niveau, perfekt geschliffen wie der Koh-i-Noor.“

„Ich habe schon lange keinen Kriminalroman mehr gelesen, in dem es eine Figur gibt, die so vielschichtig ist und eine so tiefe Hintergrundgeschichte hat, wie Jenny Aaron … Andreas Pflüger ist für mich der beste deutsche Krimiautor.“

### Auszeichnungen
- Deutscher Krimipreis 2018 (National – 3. Platz)[11]
- Stuttgarter Krimipreis 2018[12]

## Ausgaben
- Andreas Pflüger: Niemals Suhrkamp Verlag, Berlin 2017, ISBN 978-3-518-42756-9.
- als Hörbuch auf 2 MP3-CDs (671 Minuten): gelesen von Nina Kunzendorf, Random House Audio, München 2017, ISBN 978-3-8371-3574-9.